# کیم جونگ چول
کیم جونگ چول (Chosŏn'gŭl: 김정철؛ زادهٔ ۲۵ سپتامبر ۱۹۸۱) فرزند رهبر سابق کره شمالی، کیم جونگ ایل و برادر بزرگتر کیم جونگ اون، رهبر فعلی کره شمالی است. برادر بزرگتر وی کیم جونگ نام در فوریه ۲۰۱۷ ترور شد.
در سال ۲۰۰۷، جونگ چول به عنوان معاون بخش رهبری حزب کارگران کره منصوب شد. با این حال، در ۱۵ ژانویه ۲۰۰۹، خبرگزاری یونهاپ کره جنوبی گزارش داد که کیم جونگ ایل، کوچکترین پسر خود، جونگ اون، را به عنوان جانشین خود منصوب کرد و از جونگ نام و جونگ چول گذشت. این گزارش‌ها در آوریل ۲۰۰۹ زمانی که کیم جونگ اون در حزب حاکم کارگر، پستی سطح پایین را به دست گرفت، حمایت شد، زیرا کیم جونگ ایل قبل از اینکه در سال ۱۹۹۴ رهبر کره شمالی شود، توسط پدرش، کیم ایل سونگ، به روشی مشابه جانشین شده بود.

## اوایل زندگی
کیم جونگ چول در سال ۱۹۸۱ به دنیا آمد. او پسر کیم جونگ ایل و کو یونگ هوی است که در سال ۲۰۰۴ درگذشت. او در مدرسه بین المللی برن با برادر کوچکترش کیم جونگ اون تحصیل کرده است.